# Santo Antônio do Jacinto
Santo Antônio do Jacinto é um município brasileiro do estado de Minas Gerais. Sua população estimada em 2012 era de 15.360 habitantes. É uma cidade bastante conhecida por sua enorme quantidade de belezas naturais, possui paisagens que atraem muitos turistas.

## População
- 2004: 12.170
- 2006: 12.182 (+12)
- 2012: 15.360

## Povoado Cristianópolis
Fundado pela família Gil, seu nome provém do fundador da cidade.[carece de fontes?]

## Povoado Catajás
Pela Lei Estadual nº 8285, de 08-10-1982, é criado o distrito de Catajás (ex-povoado) e anexado ao município de Santo Antônio do Jacinto. O povoado possui uma antena da operadora Vivo com rede 3G.

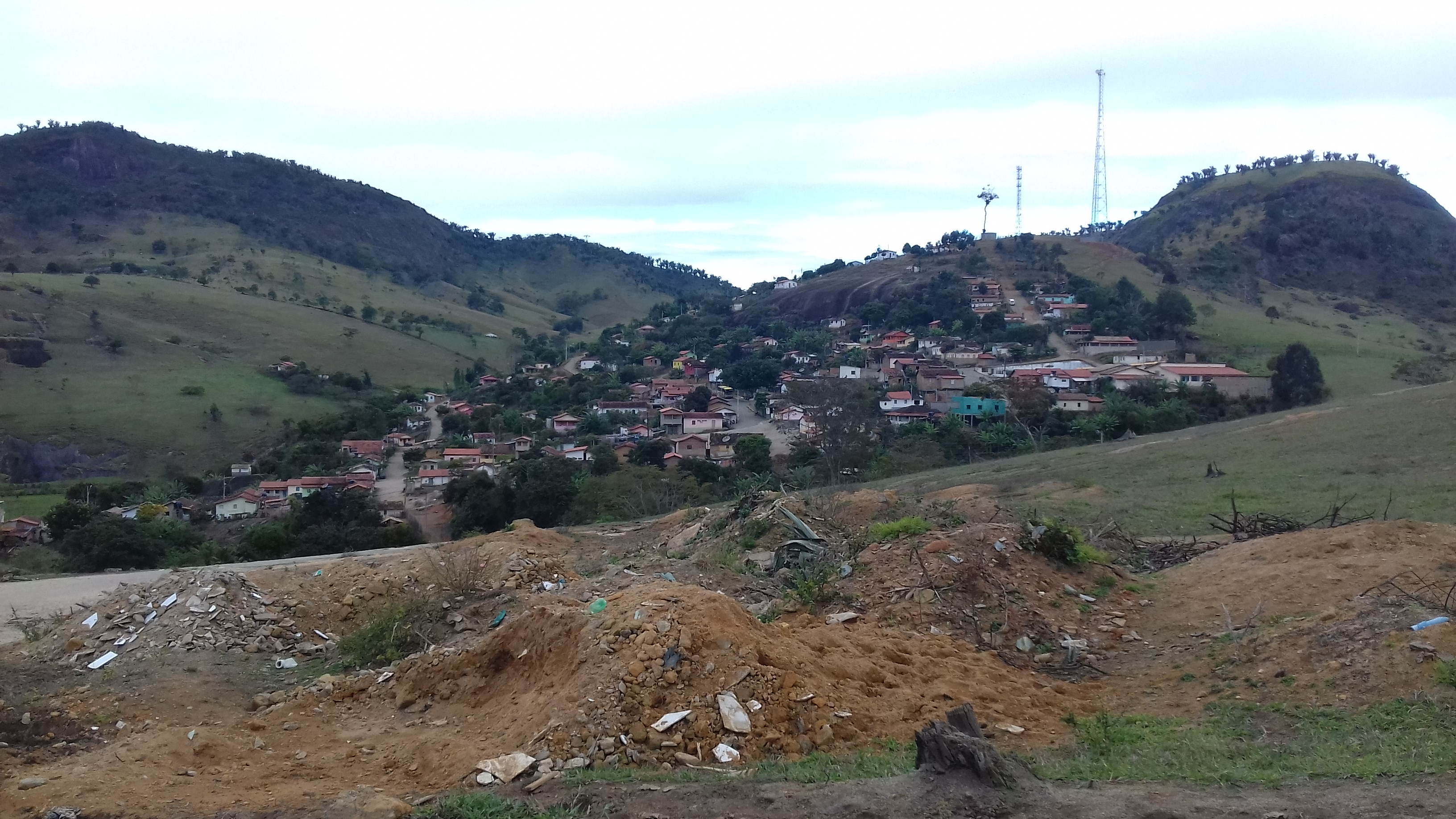
Distrito de Catajás em Santo Antônio do Jacinto-MG